# 红明樱蛤
是帘蛤目樱蛤科明樱蛤属的一种。主要分布于韩国、中国大陆、台湾，常栖息在潮间带沙滩、泥滩。